# 김동현 (1974년)
김동현(1974년 12월 25일 ~ )은 대한민국의 배우이다.

## 학력
- 백제예술전문대학 방송연예학과 전문학사 (졸업)

## 출연작

### 드라마
- 1995년 《아스팔트 사나이》 (SBS)
- 1999년 《행진》 (SBS)
- 2000년 《신 귀공자》 (MBC)
- 2001년 《아름다운 날들》 (SBS)
- 2001년 《선희 진희》 (MBC)
- 2001년 《우리집》 (MBC)
- 2002년 《맹가네 전성시대》 (MBC)
- 2003년 《올인》 (SBS)
- 2003년 《남자의 향기》 (MBC)
- 2004년 《불새》 (MBC)
- 2004년 《장길산》 (SBS)
- 2005년 《사랑찬가》 (MBC)
- 2005년 《비밀남녀》 (MBC)
- 2007년 《문희》 (MBC)
- 2007년 《메리대구공방전》 (MBC)
- 2007년 《향단전》 (MBC)
- 2007년 《미워도 좋아》 (SBS)
- 2010년 《로드 넘버원》 (MBC)
- 2010년 《이글이글》 (SBS 플러스)
- 2012년 《신드롬》 (JTBC) - 이재윤 역
- 2013년 《푸른거탑 제로》 (tvN)

### 영화
- 1997년 《체인지》
- 1998년 《얼룩진 산하》

### 예능
- 《롤러코스터2》 (tvN)
- 《스타 골든벨》 (KBS2)